# Oecumenische Werkgroep Pedofilie
De Oecumenische Werkgroep Pedofilie was een werkgroep binnen de Katholieke Kerk in België met betrekking tot pedofilie.

## Beschrijving
De werkgroep wilde "de kerken sensibiliseren voor het verschijnsel pedofilie, informatie doorgeven en vooroordelen wegnemen." Ook wilde het een ontmoetingspunt zijn voor pedofielen "om met elkaar van gedachten te wisselen en elkaar te bemoedigen". In Kerk & Leven verscheen onder meer op 9 augustus 1984 volgende advertentie van de werkgroep: "Allen zijn welkom die pedofilie en pedofielen beter willen leren kennen onder voorwaarde dat dit in openheid, respect en betrouwbaarheid geschiedt.” Wie reageerde op de contactadvertenties kreeg een brochure over pedofiele relaties, hierin werd onder meer de vraag gesteld aan ouders die huiverden bij de gedachte dat hun kind seks zou hebben met een volwassene of ze hun kind niet te veel als hun bezit zagen.
De werkgroep kwam veelal samen in de kapel De Olijfboom te Brasschaat. Stuwende kracht was de Nederlandse evangelisatiepredikant en dichter Thijs Weerstra. Andere prominente (ex-)leden waren dominee Frank Marivoet en pastoor Jef Barzin. Volgens Barzin zelf deed hij voornamelijk aan hulpverlening.